# The Border
The Border — 75-й студийный альбом американского кантри-музыканта Вилли Нельсона (в момент выхода ему исполнился 91 год), изданный 31 мая 2024 года на студии Legacy Recordings. Альбом, спродюсированный Бадди Кэнноном, содержит четыре оригинальные песни Нельсона и Кэннона, а также шесть песен, написанных такими авторами, как Родни Кроуэлл, Шон Кэмп и Майк Рид.
Лид-сингл и заглавный трек альбома, кавер-версия песни Кроуэлла и Аллена Шамблина «The Border» с альбома Кроуэлла «Texas» 2019 года, был выпущен 14 марта 2024 года.

## История
Четыре песни Нельсона и Кэннона, как и большинство их композиций, были написаны с помощью текстовых сообщений. Кэннон нашел дополнительный материал для альбома на обеде в Зале славы нашвиллских авторов песен с Майком Ридом и Алленом Шамблином, в результате чего Рид прислал песню «Nobody Knows Me Like You», а Шамблин — «The Border», что, в свою очередь, вдохновило менеджера Нельсона Марка Ротбаума предложить другую песню Кроуэлла, «Many a Long and Lonesome Highway».

## Отзывы
| Совокупная оценка | Совокупная оценка |
| Источник          | Оценка            |
| ----------------- | ----------------- |
| Metacritic        | 79/100            |
| Оценки критиков   |                   |
| Источник          | Оценка            |
| AllMusic          | [ 6 ]             |
| The Arts Desk     | [ 7 ]             |

The Border получил положительные отзывы от музыкальных критиков. На сайте Metacritic, который присваивает нормализованный рейтинг из 100 баллов рецензиям основных критиков, альбом получил 78 баллов из 100 на основе пяти рецензий, что означает «в целом благоприятные отзывы».
Грэм Томсон из The Spectator отметил, что «материал The Border разумно вписывается в мифологию Нельсона», похвалил гитарную игру Нельсона и его умение общаться, сравнив «мрачное, величественное настроение» пластинки с альбомом Spirit 1996 года. Журнал Texas Monthly, рецензировавший все альбомы Нельсона, нашел «Вилли в лучшем голосе и более активным на Trigger, чем он был после Last Man Standing 2018 года» и выделил «Nobody Knows Me Like You» в качестве яркого момента. Стивен Томас Эрлевайн из AllMusic рассматривал The Border как продолжение альбома Нельсона 2022 года A Beautiful Time, найдя «легкость» в альбоме, где Родни Кроуэлл привнес «более тяжелый материал», и заключил, что The Border «не совсем ощущается как заключительная глава, а скорее как долгожданная кода, с непринужденной легкостью подтверждающая сильные стороны Нельсона».

## Список композиций
| №                   | Название                           | Автор(ы)                     | Длительность |
| ------------------- | ---------------------------------- | ---------------------------- | ------------ |
| 1.                  | «The Border»                       | Родни Кроуэлл Allen Shamblin | 5:10         |
| 2.                  | «Once Upon a Yesterday»            | Вилли Нельсон Бадди Кэннон   | 3:41         |
| 3.                  | «What If I'm Out of My Mind»       | Нельсон Кэннон               | 2:58         |
| 4.                  | «I Wrote This Song for You»        | Larry Cordle Erin Enderlin   | 3:49         |
| 5.                  | «Kiss Me When You're Through»      | Нельсон Кэннон               | 2:45         |
| 6.                  | «Many a Long and Lonesome Highway» | Кроуэлл Will Jennings        | 4:05         |
| 7.                  | «Hank's Guitar»                    | Кэннон Bobby Tomberlin       | 3:06         |
| 8.                  | «Made in Texas»                    | Shawn Camp Monty Holmes      | 2:25         |
| 9.                  | «Nobody Knows Me Like You»         | Mike Reid                    | 3:56         |
| 10.                 | «How Much Does It Cost»            | Нельсон Кэннон               | 3:21         |
| Общая длительность: | Общая длительность:                | Общая длительность:          | 35:13        |

## Чарты
| Чарт (2024)                                 | Высшая позиция |
| ------------------------------------------- | -------------- |
| Австралия (Country Albums, ARIA)            | 39             |
| Австрия (Ö3 Austria)                        | 58             |
| Шотландия (Scottish Albums Chart)           | 22             |
| Швеция (Physical Albums, Sverigetopplistan) | 16             |
| Великобритания (UK Digital Albums Chart)    | 63             |
| Великобритания (UK Country Albums Chart)    | 3              |
| США (Billboard Top Album Sales)             | 14             |
| США (Billboard Top Country Albums)          | 50             |